# Palosaari (ö i Finland, Norra Savolax, Norra Savolax, lat 63,54, long 27,68)
Palosaari är en ö i Finland. Den ligger i sjön Ylä-Varpanen och i kommunen Sonkajärvi i den ekonomiska regionen  Övre Savolax ekonomiska region  och landskapet Norra Savolax, i den centrala delen av landet, 400 km norr om huvudstaden Helsingfors. Öns area är 0,2 hektar och dess största längd är 80 meter i sydöst-nordvästlig riktning.